# ブレヴェスニク空港
ブレヴェスニク空港（露: Аэропорт "Буревестник" アエラポールト・ブリヴィェースニク；英: Burevestnik Airport）は、ロシア サハリン州 クリル管区イトゥルップ島ブレヴェスニク（日本の行政区分上は北海道択捉島留別村天寧）にある軍用の飛行場である。
建設当時の日本名は天寧飛行場（てんねいひこうじょう）。日本の現行法令による設置手続きは行われていないが、日本政府の資料などではしばしばこの呼称が用いられる。

## 概要
この飛行場は第二次世界大戦前に日本軍によって建設されたものであり、日本が敗戦によりこの地域の実効支配権を失うと同時にソ連軍に接収、その後再整備が行われた。現在ロシア連邦が択捉島を実効支配しており、ロシア連邦軍のこの地域最大の軍用飛行場となっている。2008年現在、Google マップの画像によると、空港の舗装滑走路（陸軍飛行場）の1km北に並行して約1200m長、約70m幅の滑走路（海軍飛行場）が存在している。

1968年、アメリカ軍兵士を乗せ横田基地に向けて飛行していたシーボード・ワールド航空の民間チャーター機（ダグラスDC-8-63型機）が、ソ連軍機に強制着陸させられる事件が起きた。
イトゥルップ島の中心部クリリスク(紗那村)までは、舗装されていない道路で2時間以上かかる。冬季は雪上車の利用となる。
当初は軍民共用空港として運用されていたが、この空港は霧が発生しやすく離着陸に支障があることから、2007年から新規にヤースヌイ空港の建設を開始し、2014年9月に開港した。民間機の就航は新空港に移転したが、この空港は引き続き軍事用を主目的とする予定である。
2021年までに天寧飛行場跡地を調査したロシアの研究者によれば、日本軍が建設した飛行場の跡は現役の滑走路と並行して残されていること、空港近くの海岸にはトーチカが残されていることが報告されている。